# WWE Fastlane
WWE Fastlane este un eveniment anual de pay-per-view produs de compania de wrestling WWE în luna martie. Fastlane a fost încorporată în programarea de payperview-uri de WWE pentru luna februarie, în 2015 , în substituire a evenimentului, Elimination Chamber, dar mai târziu, Elimination Chamber s-a întors ca eveniment al luni februarie iar Fastlane a fost trecut pentru a avea loc în luna martie, înainte de WrestleMania.

## Istorie

### 2015
Fastlane 2015 a avut loc pe data de 22 februarie 2015, evenimentul fiind gazduit de FedEx Forum
din Memphis, Tennessee.
- The Authority (Seth Rollins, Big Show & Kane) i-a învins pe Dolph Ziggler, Erick Rowan & Ryback
  - Kane l-a acoperit pe Ziggler după un KO Punch a lui Show și un Chokeslam.
- Goldust l-a învins pe Stardust
  - Goldust l-a acoperit pe Stardust dupa un «Crucifix Pin»
- Tyson Kidd și Cesaro i-a învins pe The Usos câștigând titlurile WWE Tag Team Championship
  - Kid l-a acoperit pe Jimmy după un Code Blue
- Nikki Bella a învinso pe Paige păstrându-și titlul WWE Divas Championship
  - Nikki a acoperito pe Paige cu un Roll up
- Bad News Barrett l-a învins pe Dean Ambrose prin descalificare păstrându-și titlu WWE Intercontinental Championship
  - Ambrose a fost descalificat după ce il lovea pe Barrett de ne numarate ori în timp ce atingea corzile
  - După meci Ambrose i-a aplicat un Dirty Deeds lui Barrett
- Rusev l-a învins pe John Cena păstrându-și titlul WWE United States Championship
  - Rusev a câștigat după ce l-a lăsat KO pe Cena cu un The Accolade
- Roman Reigns l-a învins pe Daniel Bryan păstrându-și șansa pentru Campionatul Mondial la WrestleMania 31
  - Reigns a câștigat prin pinfall, dupa aplicarea unui «Spear»
  - După meci ambii și-au dat mâna în semnal de respect.

### 2016
Fastlane 2016 a avut loc pe data de 21 februarie 2016, evenimentul fiind gazduit de Quicken Loans Arena
din Cleveland, Ohio.
- Becky Lynch & Sasha Banks le-a învins pe Naomi & Tamina
  - Banks a făcuto pe Tamina sa cedeze cu un Bank Statement.
- Kevin Owens l-a învins pe Dolph Ziggler păstrându-și titlul WWE Intercontinental Championship
  - Owens l-a acoperit pe Ziggler dupa un «Pop-up Powerbomb»
- Ryback, Big Show și Kane i-a învins pe The Wyatt Family (Braun Strowman, Luke Harper & Erick Rowan)
  - Ryback l-a acoperit pe Harper după un Shell Shocked
- Charlotte a învinso pe Brie Bella păstrându-și titlul WWE Divas Championship
  - Charlotte a făcuto pe Brie sa cedeze cu un Figure eight
- AJ Styles l-a învins pe Chris Jericho
  - Styles l-a făcut pe Jericho sa cedeze cu un Calf Crusher
- Curtis Axel l-a învins pe R-Truth
  - Axel l-a acoperit pe Truth cu un Roll up
- Roman Reigns i-a învins pe Brock Lesnar și Dean Ambrose câștigând o șansă pentru Campionatul Mondial la WrestleMania 32
  - Reigns a câștigat prin pinfall, dupa ce i-a aplicat un «Spear» lui Ambrose
  - După meci, Triple H a ieșit sa-l îfrunte pe Reigns.

### 2017
Fastlane 2017 a avut loc pe data de 5 martie 2017, evenimentul fiind gazduit de BMO Harris Bradley Center
din Milwaukee, Wisconsin.
- Kick-off: Rich Swann & Akira Tozawa i-au învins pe Brian Kendrick & Noam Dar (9:25)
  - Swann l-a numărat pe Dar după un «Phoenix Splash».
- Samoa Joe l-a învins pe Sami Zayn (9:45)
  - Arbitrul a oprit meciul după ce Joe l-a lăsat inconștient pe Zayn cu o «Coquina Clutch».
- Luke Gallows & Karl Anderson i-au învins pe Enzo Amore & Big Cass păstrându-și titlurile Raw Tag Team Championship (8:40)
  - Anderson l-a acoperit pe Amore după un «Running Knee» într-e corzi.
- Sasha Banks a învinso pe Nia Jax (8:15)
  - Banks a numărato pe Jax după un «Roll-up».
- Cesaro l-a învins pe Jinder Mahal (8:12)
  - Cesaro l-a numărat pe Mahal după un «European Uppercut».
  - Înaintea meciului, Rusev și Mahal s-au atacat.
- Big Show l-a învins pe Rusev (cu Lana) (8:40)
  - Show l-a acoperit pe Rusev după un «K.O. Punch».
- Neville l-a învins pe Jack Gallagher păstrându-și titlul WWE Cruiserweight Championship (12:08)
  - Neville l-a numărat pe Gallagher după un «Red Arrow».
- Roman Reigns l-a învins pe Braun Strowman (17:13)
  - Reigns l-a numărat pe Strowman după un «Spear».
- Bayley a învinso pe Charlotte păstrându-și titlul Raw Women's Championship (16:49)
  - Bayley a numărato pe Charlotte după un «Bayley-to-Belly».
- Goldberg l-a învins pe Kevin Owens câștigând centura WWE Universal Championship (00:22)
  - Goldberg a câștigat prin pinfall, dupa ce i-a aplicat un «Spear» și un Jackhammer lui Owens
  - În timpul meciului, Jericho a apărut pe rampă luândui atenția lui Owens.

### 2018
Fastlane 2018 a avut loc pe data de 11 martie 2018, evenimentul fiind gazduit de Nationwide Arena
din Columbus, Ohio.
- Kick-off: Breezango (Fandango & Tyler Breeze) & Tye Dillinger i-au învins pe Mojo Rawley, Chad Gable & Shelton Benjamin (7:25)
  - Dillinger l-a numărat pe Rawley după un «Perfect 10».
- Shinsuke Nakamura l-a învins pe Rusev (14:50)
  - Nakamura l-a numărat pe Rusev după un «Kinshasa».
- Randy Orton l-a învins pe Bobby Roode câștigând titlul WWE United States Championship (19:15)
  - Orton l-a numărat pe Roode după un «RKO» în aer.
  - După luptă, Mahal l-a atacat pe Orton dar Roode i-a atacat pe Mahal și Orton cu un «Glorious DDT».
- Natalya și Carmella le-a învins pe Becky Lynch și Naomi (8:55)
  - Carmella a numărat-o pe Lynch după un «Superkick».
- Meciul într-e campioni pe echipe din SmackDown The Usos și The New Day a terminat fără rezultat (9:00)
  - Meciul a terminat după ce The Bludgeon Brothers (Harper & Rowan) i-au atacat pe ambele echipe.
- Charlotte Flair a învins-o pe Ruby Riott păstrându-și campionatul SmackDown Women's Championship (13:45)
  - Flair a făcut-o să cedeze pe Riott după un «Figure-Eight Leglock».
  - După meci, Asuka a apărut și a provocat-o pe Charlotte la un meci pentru centură la WrestleMania 34.
- AJ Styles i-a învins pe Kevin Owens, Sami Zayn, Baron Corbin, Dolph Ziggler și John Cena păstrându-și campionatul WWE Championship (21:55)
  - Styles l-a numărat pe Owens după un «Phenomenal Forearm».

### 2019
Fastlane 2019 a avut loc pe data de 10 martie 2019, evenimentul fiind gazduit de Quicken Loans Arena
din Cleveland, Ohio.
- Kick-off: Xavier Woods și Big E i-au învins pe Rusev și pe Shinsuke Nakamura.
  - Big E l-a numărat pe Nakamura după un «Midnight Hour».
- The Miz și Shane McMahon au pierdut revanșa cu The Usos pentru titlurile tag team din SmackDown.
  - Jey l-a numărat pe Miz cu un «Roll-up».
  - Dupa meci, Shane l-a atacat pe Miz chiar în fața tatălului fostului său partener.
- Asuka și-a apărat cu succes titlul SmackDown Women's Championship în fața lui Mandy Rose.
  - Asuka a numărat-o pe Rose după un «Spin Kick».
- The Bar (Cesaro și Sheamus) l-au învins pe Kofi Kingston într-un 2-on-1 handicap match.
  - Cesaro și Sheamus l-au numărat pe Kofi după un «White Noise».
- The Revival au câștigat meciul cu echipele formate din Bobby Roode și Chad Gable respectiv Aleister Black și Ricochet păstrându-și titlurile Raw Tag Team Championship.
  - Dawson l-a numărat pe Gable după un «Shatter Machine».
  - După meci, Roode i-a atacat pe Revival iar apoi Black și Ricochet i-au atacat pe Roode și The Revival.
- Samoa Joe i-a învins pe R-Truth, Rey Mysterio și Andrade într-un Fatal 4-Way match păstrându-și titlul WWE United States Championship
  - Joe a câștigat după ce l-a lăsat inconștient pe Mysterio cu «Coquina Clutch».
- The Boss 'n' Hug Connection (Sasha Banks și Bayley) le-au învins pe Tamina și pe Nia Jax păstrându-și titlurile WWE Women's Tag Team Championship
  - Bayley a numărat-o pe Jax după un «Hurracarana Roll-up».
  - După meci, Bayley și Banks au fost atacate de Jax și Tamina.
- Daniel Bryan (însoțit de Rowan) i-a învins pe Mustafa Ali și Kevin Owens într-un triple threat match păstrându-și titlul WWE Championship
  - Bryan, ajutat de Rowan în mare parte a meciului, l-a numărat pe Ali după un «Running Knee» în aer.
  - După meci, Rowan l-a atacat pe Ali cu un «Chokeslam».
- Becky Lynch a învins-o pe Charlotte Flair prin descalificare și va lupta împotriva lui Ronda Rousey și Charlotte Flair într-un triple threat match pentru titlul Raw Women's Championship la WrestleMania 35. 
  - Lynch a câștigat prin descalificare, după ce Ronda a intervenit în meci și a atacat-o pe Becky Lynch.
- The Shield (Dean Ambrose, Seth Rollins & Roman Reigns) au învins alianța formată din Baron Corbin, Drew McIntyre și Bobby Lashley.
  - Reigns l-a numărat pe Corbin după un «Triple Powerbomb».

### 2021
Fastlane 2021 a avut loc pe data de 21 martie 2021, evenimentul fiind gazduit de Tropicana Field
din St. Petersburg, Florida.
- Kick-off: Matt Riddle l-a învins pe Mustafa Ali (însoțit de Mace, Reckoning, Slapjack și T-Bar) păstrându-și campionatul WWE United States Championship (9:16).
  - Riddle l-a numărat pe Ali după un «Bro Derek» pe a treia coardă.
  - După luptă, Retribution l-a atacat pe Ali.
- Nia Jax și Shayna Baszler (însoțite de Reginald) le-au învins pe Sasha Banks și Bianca Belair păstrându-și titlurile WWE Women's Tag Team Championship (9:45).
  - Baszler a numărat-o pe Banks cu un «Roll-Up».
  - În timpul luptei, Reginald a intervenit în favoarea lui Jax și Baszler.
- Big E l-a învins pe Apollo Crews păstrându-și campionatul WWE Intercontinental Championship (5:45).
  - Big E l-a numărat pe Crews cu un «Roll-Up».
  - După luptă, Crews l-a atacat pe Big E.
- Braun Strowman l-a învins pe Elias (însoțit de Jaxson Ryker) (3:50).
  - Strowman l-a numărat pe Elias după un «Running Powerslam».
- Seth Rollins l-a învins pe Shinsuke Nakamura (12:55).
  - Rollins l-a numărat pe Nakamura după un «Curb Stomp».
- Drew McIntyre l-a învins pe Sheamus într-un No Holds Barred Match (19:40).
  - McIntyre l-a numărat pe Sheamus după un «Future Shock DDT» pe o placă de metal.
- Alexa Bliss l-a învins pe Randy Orton (4:45).
  - Bliss l-a numărat pe Orton după un «Sister Abigail» a lui "The Fiend" Bray Wyatt.
- Roman Reigns (însoțit de Paul Heyman) l-a învins pe Daniel Bryan (cu Edge precum "Special Outside Enforcer") păstrându-și titlul WWE Universal Championship (30:00).
  - Reigns l-a numărat pe Bryan după ce Edge l-a lovit cu scaunul.
  - În timpul luptei, Jey Uso a intervenit în favoarea lui Reigns.
  - În mod original, Bryan l-a făcut pe Reigns să cedeze cu un "Yes Lock", dar arbitrul nu a fost atent în acel moment.